# Gerhard Ledić
Gerhard Ledić (Zagreb, 5. svibnja 1926. – Zagreb, 23. siječnja 2010.) bio je hrvatski novinar i kolekcionar.

## Životopis
Rođen je u Zagrebu, gdje je završio Građansku školu i Trgovačku akademiju. Kao učenik bio je sudionik tragičnoga Križnog puta 1945. godine, od slovenske granice do Osijeka i natrag do Bjelovara. Novinarstvom se počinje baviti 1947. godine u listu Vjesnik. Popularnost je stekao rubrikom Lutajući reporter pronalazi. Proputovao je mnogo zemalja i sakupio vrijedne kolekcije knjiga i slika naivne umjetnosti. Kao voditelj, autor i urednik putopisa i serija surađivao je i na Televiziji Zagreb.

## Djela
- Seljačka buna 1573. u djelima naivnih umjetnika (1973.), katalog izložbe[1] (elekktronička inačica)
- Gnjevni lijepi svijet (Böse schöne Welt) 1975.[2]
- Putopisac Juraj Husti (1984.), članak[3] (elektronička inačica  Arhivirana inačica izvorne stranice od 24. prosinca 2021. (Wayback Machine))
- Slava i mučeništvo hrvatskog vojnika (1993.)[4]
- Vinogradarstvo u tiskanoj baštini : 77 nazdravičarskih sudova baštini (1993.)[5]
- Putovanja Divicze Marie (1998.)[6]
- Libar od Eve i Evinih kćeri (2001.)[7]
- Putoplovi papah u zemljama i morima Hrvata (2003.)[8]

## Povezano
- Franjo Fuis
- Mladen Kušec

## Vanjske poveznice
Mrežna mjesta
- Ledić, Gerhard, Hrvatski biografski leksikon